# Iglika (obwód Gabrowo)
Iglika (bułg. Иглика) – wieś w Bułgarii, w obwodzie Gabrowo, w gminie Gabrowo. Według Ujednoliconego Systemu Ewidencji Ludności oraz Usług Administracyjnych dla Ludności, 15 marca 2016 roku miejscowość liczyła 16 mieszkańców.